# Думбравэ, Дэн
Марин Дэнуц Думбравэ (рум. Marin Dănuţ Dumbravă, родился 6 августа 1981 в Бухаресте) — румынский регбист, игравший на позициях фуллбэка и флай-хава. Выступал в составе клуба «Стяуа» и сборной Румынии.

## Клубная карьера
С 1999 по 2018 годы играл за столичный армейский клуба «Стяуа» в чемпионате Румынии. Выступал также за клуб «Люпии Букурешти».

## Карьера в сборной
Провёл 73 игры за сборную Румынии, занёс три попытки, провёл 73 реализации, 74 штрафных и забил два дроп-гола (итого 389 очков), став одним из рекордсменов сборной Румынии по набранным очкам. Дебютировал 1 ноября 2002 года в матче в Рексеме против Уэльса (поражение 40:3). 
Участник чемпионатов мира 2003, 2007, 2011 и 2015 годов: в 2003 году провёл три матча на чемпионате мира, в 2007 году один матч (в том турнире он реализовал штрафной в матче против Португалии, который помогла его команде выиграть 14:10), в 2011 году три матча (реализовал три попытки и забил пять штрафных), в 2015 году один матч (очков нет). Набрал 378 очков в 63 матчах, что является рекордом сборной.